# Lasioglossum familiare
Lasioglossum familiare är en biart som först beskrevs av Wilhelm Ferdinand Erichson 1842.  Lasioglossum familiare ingår i släktet smalbin, och familjen vägbin. Inga underarter finns listade i Catalogue of Life.